# Tropidophorus noggei
Tropidophorus noggei är en ödleart som beskrevs av  Arthur William Ziegler THANH och THANH 2005. Tropidophorus noggei ingår i släktet Tropidophorus och familjen skinkar. Inga underarter finns listade i Catalogue of Life.